# Shida (district)
Shida (Japans: 志太郡, Shida-gun) was een district van de prefectuur Shizuoka in Japan. Op 1 januari 2009 hield het district op te bestaan. 
Op 1 april 2008 had het district een geschatte bevolking van 35.024 inwoners en een bevolkingsdichtheid van 450 inwoners per km². De totale oppervlakte bedroeg 77,83 km².

## Geschiedenis
- Op 1 november 2008 werd de gemeente Ōigawa van het district Shida aangehecht bij de stad Yaizu.
- Op 1 januari 2009 werd de gemeente Okabe aangehecht door de stad Fujieda.

## Gemeenten
- Oigawa
- Okabe

Steden:
Atami · Fuji · Fujieda · Fujinomiya · Fukuroi · Gotenba · Hamamatsu · Itō · Iwata · Izu · Izunokuni · Kakegawa · Kikugawa · Kosai · Makinohara · Mishima · Numazu · Omaezaki · Shimada · Shimoda · Shizuoka (hoofdstad)· Susono · Yaizu

Districten:
Haibara · Kamo · Shuchi · Sunto · Tagata
Gemeenten per district